# Libertas Trogylos Basket 1999-2000
La stagione 1999-2000 della Libertas Trogylos Basket è stata la quattordicesima consecutiva disputata in Serie A1 femminile.

## Stagione
La società siracusana si è classificata al sesto posto nella massima serie e ha vinto lo scudetto battendo in finale Schio.

## Rosa
| Giocatrici |
| ---------- |

| N° | Naz.                   | Ruolo | Sportivo           | Anno | Alt. |  |
| -- | ---------------------- | ----- | ------------------ | ---- | ---- |  |
|    | Stati Uniti (bandiera) | C     | Tari Phillips      | 1968 | 188  |  |
|    | Italia (bandiera)      | PG    | Susanna Bonfiglio  | 1974 | 178  |  |
|    | Argentina (bandiera)   | AC    | Érica Sánchez      | 1976 | 182  |  |
|    | Argentina (bandiera)   | A     | Iris Ferazzoli     | 1972 | 178  |  |
|    | Italia (bandiera)      | G     | Silvia Gottardi    | 1976 | 178  |  |
|    | Stati Uniti (bandiera) | A     | Murriel Page       | 1975 | 188  |  |
|    | Cuba (bandiera)        | A     | Tania Seino        | 1973 | 186  |  |
|    | Italia (bandiera)      | G     | Sofia Vinci        | 1966 | 175  |  |
|    | Italia (bandiera)      | P     | Manuela Monticelli | 1978 | 170  |  |
|    | Italia (bandiera)      | P     | Rita La Rosa       | 1976 | 174  |  |
|    | Lituania (bandiera)    | C     | Reda Aleliūnaitė   | 1973 | 190  |  |
|    | Bulgaria (bandiera)    | AC    | Saška Aleksandrova | 1965 |      |  |
|    | Italia (bandiera)      | C     | Tania Ferrazza     | 1974 | 196  |  |

| Staff tecnico             |
| ------------------------- |
| Allenatore: Santino Coppa |

## Statistiche
| Giocatrice   | Gare | Punti | Minuti | Falli | Falli | Tiri da due | Tiri da due | Tiri da due | Tiri da tre | Tiri da tre | Tiri da tre | Tiri liberi | Tiri liberi | Tiri liberi | Rimbalzi | Rimbalzi | Palle | Palle | Assist | Val. |
| Giocatrice   | Gare | Punti | Minuti | C     | S     | R           | T           | %           | R           | T           | %           | R           | T           | %           | O        | D        | P     | R     | Assist | Val. |
| ------------ | ---- | ----- | ------ | ----- | ----- | ----------- | ----------- | ----------- | ----------- | ----------- | ----------- | ----------- | ----------- | ----------- | -------- | -------- | ----- | ----- | ------ | ---- |
| Phillips     | 37   | 639   | 1392   | 105   | 201   | 260         | 488         | 53,3        | 1           | 5           | 20,0        | 116         | 189         | 61,4        | 147      | 301      | 116   | 101   | 51     | 914  |
| Bonfiglio    | 29   | 394   | 841    | 63    | 118   | 126         | 247         | 51,0        | 1           | 13          | 7,7         | 139         | 158         | 88,0        | 18       | 54       | 46    | 58    | 21     | 402  |
| Sanchez      | 34   | 284   | 875    | 93    | 44    | 50          | 103         | 48,5        | 48          | 142         | 33,8        | 40          | 57          | 70,2        | 23       | 46       | 50    | 43    | 19     | 152  |
| Ferazzoli    | 36   | 259   | 843    | 99    | 70    | 69          | 141         | 48,9        | 27          | 78          | 34,6        | 40          | 55          | 72,7        | 34       | 64       | 69    | 74    | 33     | 228  |
| Gottardi     | 28   | 244   | 680    | 47    | 57    | 55          | 105         | 52,4        | 28          | 62          | 45,2        | 50          | 59          | 84,7        | 4        | 28       | 42    | 39    | 6      | 196  |
| La Page      | 15   | 220   | 534    | 45    | 41    | 95          | 163         | 58,3        | 0           | 1           | 0,0         | 30          | 42          | 71,4        | 42       | 77       | 42    | 21    | 6      | 239  |
| Seinobarbon  | 14   | 195   | 477    | 44    | 35    | 45          | 109         | 41,3        | 21          | 55          | 38,2        | 42          | 52          | 80,8        | 37       | 57       | 42    | 32    | 15     | 177  |
| Vinci        | 31   | 87    | 504    | 54    | 34    | 22          | 54          | 40,7        | 7           | 32          | 21,9        | 22          | 30          | 73,3        | 3        | 18       | 20    | 23    | 5      | 31   |
| Monticelli   | 32   | 73    | 572    | 60    | 40    | 15          | 40          | 37,5        | 8           | 21          | 38,1        | 19          | 32          | 59,4        | 1        | 11       | 22    | 20    | 3      | 15   |
| La Rosa      | 24   | 59    | 462    | 40    | 17    | 6           | 28          | 21,4        | 14          | 43          | 32,6        | 5           | 6           | 83,3        | 5        | 5        | 17    | 14    | 5      | -4   |
| Aleliunate   | 5    | 56    | 111    | 14    | 16    | 18          | 29          | 62,1        | 0           | 0           |             | 20          | 22          | 90,9        | 10       | 21       | 4     | 8     | 0      | 80   |
| Aleksandrova | 13   | 27    | 136    | 13    | 12    | 10          | 26          | 38,5        | 0           | 1           | 0,0         | 7           | 19          | 36,8        | 6        | 8        | 15    | 4     | 0      |      |
| Ferrazza     | 3    | 2     | 48     | 6     | 4     | 1           | 4           | 25,0        | 0           | 1           | 0,0         | 0           | 2           | 0,0         | 4        | 2        | 3     | 2     | 0      | -1   |